# Liste der Stolpersteine in Hungen
Die Liste der Stolpersteine in Hungen enthält die Stolpersteine, die im Rahmen des gleichnamigen Kunst-Projekts von Gunter Demnig in Hungen verlegt wurden. Mit ihnen soll an die Opfer des Nationalsozialismus erinnert werden, die in Hungen lebten und wirkten.

## Liste der Stolpersteine

### Bellersheim
| Name           | Adresse                     | Bild | Inschrift | Verlegedatum | Anmerkung |
| -------------- | --------------------------- | --- | --------- | ------------ | --------- |
| Theodor Löb    | Münzenberger Straße 10/12 · | Bild gesucht Der Benutzer GeorgDerReisende ( Diskussion ) wünscht sich an dieser Stelle ein Bild vom Ort mit diesen Koordinaten 50.452748 8.8391015 . Motiv: Stolpersteine für Familie Löb Falls du dabei helfen möchtest, erklärt die Anleitung , wie das geht. BW     |           | 3. Feb. 2020 |           |
| Ida Löb        | Münzenberger Straße 10/12 · | Bild gesucht Die Wikipedia wünscht sich an dieser Stelle ein Bild vom hier behandelten Ort. Weitere Infos zum Motiv findest du vielleicht auf der Diskussionsseite . Falls du dabei helfen möchtest, erklärt die Anleitung , wie das geht. BW                           |           | 3. Feb. 2020 |           |
| Siegfried Löb  | Münzenberger Straße 10/12 · | Bild gesucht Die Wikipedia wünscht sich an dieser Stelle ein Bild vom hier behandelten Ort. Weitere Infos zum Motiv findest du vielleicht auf der Diskussionsseite . Falls du dabei helfen möchtest, erklärt die Anleitung , wie das geht. BW                           |           | 3. Feb. 2020 |           |
| Julius Kuttner | Münzenberger Straße 22 ·    | Bild gesucht Der Benutzer GeorgDerReisende ( Diskussion ) wünscht sich an dieser Stelle ein Bild vom Ort mit diesen Koordinaten 50.452916 8.8377595 . Motiv: Stolpersteine für Familie Kuttner Falls du dabei helfen möchtest, erklärt die Anleitung , wie das geht. BW |           | 3. Feb. 2020 |           |
| Emma Kuttner   | Münzenberger Straße 22 ·    | Bild gesucht Die Wikipedia wünscht sich an dieser Stelle ein Bild vom hier behandelten Ort. Weitere Infos zum Motiv findest du vielleicht auf der Diskussionsseite . Falls du dabei helfen möchtest, erklärt die Anleitung , wie das geht. BW                           |           | 3. Feb. 2020 |           |
| Martha Kuttner | Münzenberger Straße 22 ·    | Bild gesucht Die Wikipedia wünscht sich an dieser Stelle ein Bild vom hier behandelten Ort. Weitere Infos zum Motiv findest du vielleicht auf der Diskussionsseite . Falls du dabei helfen möchtest, erklärt die Anleitung , wie das geht. BW                           |           | 3. Feb. 2020 |           |

### Hungen
| Name                     | Adresse               | Bild | Inschrift | Verlegedatum  | Anmerkung |
| ------------------------ | --------------------- | ---- | --- | ------------- | --------- |
| Helene Oppenheimer       | Gießener Straße 16 ·  |      | Hier wohnte Helene Oppenheimer geb. Klebe Jg. 1855 deportiert 1942 Theresienstadt ermordet 12.11.1942                                       | 10. Apr. 2019 |           |
| Hermann Oppenheimer      | Gießener Straße 16 ·  |      | Hier wohnte Hermann Oppenheimer Jg. 1881 'Schutzhaft' 1938 Buchenwald deportiert 1942 Theresienstadt 1944 Auschwitz ermordet                | 10. Apr. 2019 |           |
| Gitta Ida Oppenheimer    | Gießener Straße 16 ·  |      | Hier wohnte Gitta Ida Oppenheimer geb. Grünebaum Jg. 1884 deportiert 1942 Theresienstadt 1944 Auschwitz ermordet                            | 10. Apr. 2019 |           |
| Emmi Oppenheimer         | Gießener Straße 16 ·  |      | Hier wohnte Emmi Oppenheimer verh. Grünebaum Jg. 1910 Flucht 1936 Südafrika                                                                 | 10. Apr. 2019 |           |
| Zessi Oppenheimer        | Gießener Straße 16 ·  |      | Hier wohnte Zessi Oppenheimer verh. Nelkenstock Jg. 1911 Flucht 1938 England 1941 USA                                                       | 10. Apr. 2019 |           |
| Margot Oppenheimer       | Gießener Straße 16 ·  |      | Hier wohnte Margot Oppenheimer verh. Kohn Jg. 1913 Flucht 1935 Palästina                                                                    | 10. Apr. 2019 |           |
| Sofie Oppenheimer        | Gießener Straße 16 ·  |      | Hier wohnte Sofie Oppenheimer verh. Edge Jg. 1918 Flucht 1939 England                                                                       | 10. Apr. 2019 |           |
| Kurt Manfred Oppenheimer | Gießener Straße 16 ·  |      | Hier wohnte Kurt Manfred Oppenheimer Ken Overman Jg. 1923 Flucht 1939 England                                                               | 10. Apr. 2019 |           |
| Julius Katz              | Kaiserstraße 5 ·      |      | Hier wohnte Julius Katz Jg. 1867 Flucht 1939 Palästina                                                                                      | 10. Apr. 2019 |           |
| Mally Katz               | Kaiserstraße 5 ·      |      | Hier wohnte Mally Katz geb. Herzberg Jg. 1886 Flucht 1939 Palästina                                                                         | 10. Apr. 2019 |           |
| Ernst Katz               | Kaiserstraße 5 ·      |      | Hier wohnte Ernst Katz Jg. 1907 Flucht 1934 Palästina                                                                                       | 10. Apr. 2019 |           |
| Carl Friedrich Stein     | Kaiserstraße 9 ·      |      | Hier wohnte Carl Friedrich Stein Jg. 1889 Flucht 1935 Palästina                                                                             | 10. Apr. 2019 |           |
| Martha Stein             | Kaiserstraße 9 ·      |      | Hier wohnte Martha Stein geb. Stern Jg. 1893 Flucht 1935 Palästina                                                                          | 10. Apr. 2019 |           |
| Walter Stein             | Kaiserstraße 9 ·      |      | Hier wohnte Walter Stein Jg. 1920 Flucht 1934 Palästina                                                                                     | 10. Apr. 2019 |           |
| Gerhard Stein            | Kaiserstraße 9 ·      |      | Hier wohnte Gerhard Stein Jg. 1922 Flucht 1935 Palästina                                                                                    | 10. Apr. 2019 |           |
| Maier Moritz Steinhauer  | Liebfrauenberg 17 ·   |      | Hier wohnte Maier Moritz Steinhauer Jg. 1884 deportiert 1942 ermordet im besetzten Polen                                                    | 17. Mai 2017  |           |
| Rosa Steinhauer          | Liebfrauenberg 17 ·   |      | Hier wohnte Rosa Steinhauer geb. Klein Jg. 1879 deportiert 1942 ermordet im besetzten Polen                                                 | 17. Mai 2017  |           |
| Frieda Steinhauer        | Liebfrauenberg 17 ·   |      | Hier wohnte Frieda Steinhauer Jg. 1888 deportiert 1942 Theresienstadt ermordet 20.11.1942                                                   | 17. Mai 2017  |           |
| Emanuel Edwin Seelig     | Liebfrauenberg 17 ·   |      | Hier wohnte Emanuel Edwin Seelig Kantor Jg. 1902 Flucht 1936 Palästina                                                                      | 17. Mai 2017  |           |
| Irma Seelig              | Liebfrauenberg 17 ·   |      | Hier wohnte Irma Seelig geb. Steinhauer Jg. 1913 Flucht 1936 Palästina                                                                      | 17. Mai 2017  |           |
| Adolf Sulzbach           | Obertorstraße 12 ·    |      | Hier wohnte Adolf Sulzbach Jg. 1875 Flucht 1934 USA                                                                                         | 17. Mai 2017  |           |
| Gertrud Sulzbach         | Obertorstraße 12 ·    |      | Hier wohnte Gertrud Sulzbach Jg. 1907 Flucht 1934 USA                                                                                       | 17. Mai 2017  |           |
| Salomon Wiesenfelder     | Obertorstraße 25 ·    |      | Hier wohnte Salomon Wiesenfelder Jg. 1875 'Schutzhaft' 1938 Buchenwald ermordet 20.11.1938                                                  | 23. März 2016 |           |
| Hilda Wiesenfelder       | Obertorstraße 25 ·    |      | Hier wohnte Hilda Wiesenfelder geb. Kahn Jg. 1863 gedemütigt/entrechtet tot 16.7.1941 Jüdisches Krankenhaus Frankfurt/M.                    | 23. März 2016 |           |
| Jeremias Oppenheim       | Obertorstraße 25 ·    |      | Hier wohnte Jeremias Oppenheim Jg. 1893 deportiert 1942 Theresienstadt befreit tot an Spätfolgen                                            | 23. März 2016 |           |
| Hedwig Oppenheim         | Obertorstraße 25 ·    |      | Hier wohnte Hedwig Oppenheim geb. Wiesenfelder Jg. 1903 deportiert 1942 Theresienstadt befreit                                              | 23. März 2016 |           |
| Isidor Sulzbach          | Obertorstraße 30/32 · |      | Hier wohnte Isidor Sulzbach Jg. 1873 'Schutzhaft' 1938 Buchenwald Flucht 1939 USA                                                           | 23. März 2016 |           |
| Frieda Sulzbach          | Obertorstraße 30/32 · |      | Hier wohnte Frieda Sulzbach geb. Katz Jg. 1875 Flucht 1939 USA                                                                              | 23. März 2016 |           |
| Max Hirsch Dreifuss      | Obertorstraße 36 ·    |      | Hier wohnte Max Hirsch Dreifuss Jg. 1864 Flucht 1934 Palästina                                                                              | 23. März 2016 |           |
| Sophie Dreifuss          | Obertorstraße 36 ·    |      | Hier wohnte Sophie Dreifuss geb. Oppenheimer Jg. 1863 Flucht 1934 Palästina tot 1940 Naharia                                                | 23. März 2016 |           |
| Paul Dreifuss            | Obertorstraße 36 ·    |      | Hier wohnte Paul Dreifuss Jg. 1893 Flucht 1934 Palästina                                                                                    | 23. März 2016 |           |
| Ruth Dreifuss            | Obertorstraße 36 ·    |      | Hier wohnte Ruth Dreifuss verh. Plaut Jg. 1922 Flucht 1934 Palästina                                                                        | 23. März 2016 |           |
| Anna Dreifuss            | Obertorstraße 36 ·    |      | Hier wohnte Anna Dreifuss geb. Weihl Jg. 1895 Flucht 1934 Palästina                                                                         | 23. März 2016 |           |
| Tirza Löb                | Obertorstraße 37 ·    |      | Hier wohnte Tirza Löb geb. Stein Jg. 1886 unfreiwillig verzogen 1937 Groß-Umstadt deportiert Schicksal unbekannt                            | 17. Mai 2017  |           |
| Ilse Löb                 | Obertorstraße 37 ·    |      | Hier wohnte Ilse Löb Jg. 1925 unfreiwillig verzogen 1937 Groß-Umstadt Flucht USA                                                            | 17. Mai 2017  |           |
| Julius Kahn              | Raiffeisenstraße 1 ·  |      | Hier wohnte Julius Kahn Jg. 1867 unfreiwillig verzogen 1940 Worms deportiert 1942 Theresienstadt ermordet 17.2.1943                         | 3. Sep. 2021  |           |
| Bertha Kahn              | Raiffeisenstraße 1 ·  |      | Hier wohnte Bertha Kahn geb. Kaufmann Jg. 1871 unfreiwillig verzogen 1940 Worms tot 5.11.1941 Darmstadt                                     | 3. Sep. 2021  |           |
| Florenze Kahn            | Raiffeisenstraße 1 ·  |      | Hier wohnte Florenze Kahn verh. Grünebaum Jg. 1900 deportiert 1942 Piaski ermordet                                                          | 3. Sep. 2021  |           |
| Max Erich Kahn           | Raiffeisenstraße 1 ·  |      | Hier wohnte Max Erich Kahn Jg. 1912 Flucht 1934 Holland Belgien, Frankreich 1939 Schweiz                                                    | 3. Sep. 2021  |           |
| Samuel Gerendasi         | Raiffeisenstraße 2 ·  |      | Hier wohnte Samuel Gerendasi Jg. 1885 Flucht 1939 Frankreich interniert Drancy deportiert 1943 Majdanek ermordet                            | 3. Sep. 2021  |           |
| Frieda Gerendasi         | Raiffeisenstraße 2 ·  |      | Hier wohnte Frieda Gerendasi geb. Stern Jg. 1887 Flucht 1933 Frankreich interniert Drancy Flucht Palästina, Schweiz                         | 3. Sep. 2021  |           |
| Margarete Gerendasi      | Raiffeisenstraße 2 ·  |      | Hier wohnte Margarete Gerendasi Jg. 1913 verh. Van den Berg Flucht 1933 Frankreich, Palästina Holland, Schweiz                              | 3. Sep. 2021  |           |
| Bertha Saalberg          | Raiffeisenstraße 5 ·  |      | Hier wohnte Bertha Saalberg geb. Katz Jg. 1864 unfreiwillig verzogen 1939 Frankfurt a. M. deportiert 1942 Theresienstadt ermordet 4.2.1943  | 3. Sep. 2021  |           |
| Max Emil Saalberg        | Raiffeisenstraße 5 ·  |      | Hier wohnte Max Emil Saalberg Jg. 1892 unfreiwillig verzogen 1939 Frankfurt a. M. Flucht 1939 USA                                           | 3. Sep. 2021  |           |
| Erna Charlotte Saalberg  | Raiffeisenstraße 5 ·  |      | Hier wohnte Erna Charlotte Saalberg geb. Aumann Jg. 1901 unfreiwillig verzogen 1939 Frankfurt a. M. deportiert 1942 Theresienstadt ermordet | 3. Sep. 2021  |           |
| Greta Saalberg           | Raiffeisenstraße 5 ·  |      | Hier wohnte Greta Saalberg Jg. 1929 unfreiwillig verzogen 1939 Frankfurt Kindertransport 1939 England                                       | 3. Sep. 2021  |           |
| Gustav Gonsenhäuser      | Untertorstraße 20 ·   |      | Hier wohnte Gustav Gonsenhäuser Jg. 1869 deportiert 1942 Theresienstadt ermordet 24.1.1943                                                  | 17. Mai 2017  |           |
| Paula Gonsenhäuser       | Untertorstraße 20 ·   |      | Hier wohnte Paula Gonsenhäuser geb. Steinhauer Jg. 1874 deportiert 1942 Theresienstadt ermordet 27.12.1942                                  | 17. Mai 2017  |           |

### Utphe
| Name                  | Adresse         | Bild | Inschrift                                                              | Verlegedatum | Anmerkung |
| --------------------- | --------------- | ---- | ---------------------------------------------------------------------- | ------------ | --------- |
| Friederike Wetterhahn | Weedstraße 12 · |      | Hier wohnte Friederike Wetterhahn geb. Sommer Jg. 1869 Flucht 1938 USA | 2. März 2020 |           |
| Berthold Wetterhahn   | Weedstraße 12 · |      | Hier wohnte Berthold Wetterhahn Jg. 1900 Flucht 1937 USA               | 2. März 2020 |           |
| Paula Wetterhahn      | Weedstraße 12 · |      | Hier wohnte Paula Wetterhahn geb. Scheuer Jg. 1902 Flucht 1938 USA     | 2. März 2020 |           |
| Beatrice Wetterhahn   | Weedstraße 12 · |      | Hier wohnte Beatrice Wetterhahn Jg. 1925 Flucht 1938 USA               | 2. März 2020 |           |
| Alfred Wetterhahn     | Weedstraße 12 · |      | Hier wohnte Alfred Wetterhahn Jg. 1926 Flucht 1938 USA                 | 2. März 2020 |           |